# Championnats d'Europe de Star
Les championnats d'Europe de Star sont une compétition internationale de sport nautique sous l'égide de la Fédération internationale de voile (ISAF). Le Star est un voilier utilisée dans les épreuves de voile des Jeux olympiques de 1932 à 1972 puis de 1980 à 2012.
Les éditions se tiennent en Europe mais elles sont ouvertes à des participants du monde entier.

## Éditions
| Année                                                             | Lieu                 | Vainqueurs                                 | Finalistes                              | Troisième place                             |
| ----------------------------------------------------------------- | -------------------- | ------------------------------------------ | --------------------------------------- | ------------------------------------------- |
| 1932                                                              |                      | Alberto Aizpurua et E. De Amibilia         |                                         |                                             |
| 1933                                                              |                      | Jean Peytel et R. de Bagneux               |                                         |                                             |
| 1934                                                              |                      | Federico Giannini et Mario Amalfitano      |                                         |                                             |
| 1935                                                              | Naples               | Guido Postiglione et Nando Gianturco       |                                         |                                             |
| 1936                                                              | Marseille            | Walter von Hütschler et Hans-Joachim Weise |                                         |                                             |
| 1937                                                              |                      | Peter Bischoff et Hans-Joachim Weise       |                                         |                                             |
| 1938                                                              |                      | Agostino Straulino et Nicolò Rode          |                                         |                                             |
| 1939–1946 : Pas d'édition en raison de la Seconde Guerre mondiale |                      |                                            |                                         |                                             |
| 1947                                                              |                      | Tito Nordio et Nicolò Rode                 |                                         |                                             |
| 1948                                                              |                      | Adolfo Cosentino et Roberto Morelli        |                                         |                                             |
| 1949                                                              |                      | Agostino Straulino et Nicolò Rode          |                                         |                                             |
| 1950                                                              |                      | Agostino Straulino et Nicolò Rode          |                                         |                                             |
| 1951                                                              |                      | Agostino Straulino et Nicolò Rode          |                                         |                                             |
| 1952                                                              |                      | Agostino Straulino et Nicolò Rode          |                                         |                                             |
| 1953                                                              |                      | Agostino Straulino et Nicolò Rode          |                                         |                                             |
| 1954                                                              |                      | Agostino Straulino et Nicolò Rode          |                                         |                                             |
| 1955                                                              |                      | Agostino Straulino et Nicolò Rode          |                                         |                                             |
| 1956                                                              |                      | Agostino Straulino et Nicolò Rode          |                                         |                                             |
| 1957                                                              |                      | Joaquim Fiúza et Fernando Brilhante Pessoa |                                         |                                             |
| 1958                                                              |                      | Joaquim Fiúza et Fernando Brilhante Pessoa | Albert Debarge et Paul Elvstrøm         | A. Correia et H. Oliveira                   |
| 1959                                                              |                      | Agostino Straulino et Carlo Rolandi        | Rivelli et Marino                       | Duarte Bello et Fernando Bello              |
| 1960                                                              | Île de Bendor        | Georges Pisani et Noel-Marcel Desaubliaux  | Philippe Chancerel et Michel Parent     | Albert Debarge et A. de Bokay               |
| 1961                                                              | Kiel                 | Albert Debarge et Noel Calonne             | Bruno Splieth et O. Lampe               | Timir Pinegin et Fyodor Shutkov             |
| 1962                                                              | Cascais              | Duarte Bello et Fernando Bello             | Paul Fischer et Kai Krüger              | Franco Cavallo et Vincenzo Fania            |
| 1963                                                              | Carrare              | Luigi Croce et Luigi Saidelli              | Hans Bryner et Fredy Portier            | A. Cosentino et M. Florenzano               |
| 1964                                                              | Marseille            | Timir Pinegin et Fyodor Shutkov            | Duarte Bello et Manuel Ricciardi        | Edwin Bernet et Rolf Amrein                 |
| 1965                                                              |                      | Carlo Rolandi et Alfonso Marino            | Cte. De Sao Lourenco et Fernando Bello  | Mário Quina et Manuel Ricciardi             |
| 1966                                                              | Varberg              | Joseph R. Duplin et Fritz Riess            | Timir Pinegin et Fyodor Shutkov         | Lowell North et Bernt Larsson               |
| 1967                                                              | Cascais              | Stig Wennerström et Jan Lybeck             | Fritz Riess et Joseph R. Duplin         | Börje Larsson et Göran Tell                 |
| 1968                                                              | Naples               | Pelle Petterson et Stellan Westerdahl      | John Albrechtsson et Ulf Norrman        | James M. Schoonmaker et Arne Åkerson        |
| 1969                                                              |                      | Börje Larsson et Göran Tell                | Stig Wennerström et Sture Christensson  | Hartmann Bogumil et H. J. Lange             |
| 1970                                                              | Sandhamn             | Stig Wennerström et Sture Christensson     | Jörg Bruder et Thomas Lundqvist         | Pelle Petterson et Stellan Westerdahl       |
| 1971                                                              | Cascais              | James M. Schoonmaker et Thomas Dudinsky    | Stig Wennerström et Sture Christensson  | Wilhelm Kuhweide et Karsten Meyer           |
| 1972                                                              | Kungsbacka           | Pelle Petterson et Stellan Westerdahl      | Sune Carlsson et Bo Wickström           | Odd Roar Lofterød et Bjørn Lofterød         |
| 1973                                                              |                      | Oskar Meier et Marcel WunderliI            | Eckart Wagner et Peter Moeckl           | Duarte Bello et Fernando Bello              |
| 1974                                                              | Laredo               | Tom Blackaller et Ron Anderson             | Durward Knowles et Gerald Ford          | Larry Whipple et James Alexander            |
| 1975                                                              | Lübeck               | Bernd Kuntz et Ekkehardt Nusser            | Hans Vogt et J. Laxganger               | Detlef Kuke et Joerg Ricken                 |
| 1976                                                              | Nice                 | Allsopp et Wiler                           | Carlsson et Petterson                   | Göran Tell et John Albrehtson               |
| 1977                                                              | Lac de Garde         | James M. Schoonmaker et Josef Steinmayer   | Geis et Mössnang                        | Valentin Mankin et Aleksandr Muzychenko     |
| 1978                                                              | Medemblik            | Hubert Raudaschl et Karl Ferstl            | Peter Sundelin et Håkan Lindström       | Uwe Mares et Wolf Stadler                   |
| 1979                                                              |                      | Valentin Mankin et Aleksandr Muzychenko    | F. Scala et M. Testa                    | Giorgio Gorla et Alfio Peraboni             |
| 1980                                                              | La Rochelle          | Alexander Hagen et Vincent Hösch           | Valentin Mankin et Aleksandr Muzychenko | Giorgio Gorla et Alfio Peraboni             |
| 1981                                                              | Balatonfüred         | Alexander Hagen et Vincent Hösch           | Hubert Raudaschl et Karl Ferstl         | Valentin Mankin et Aleksandr Zybin          |
| 1982                                                              | Aarhus               | Antonio Gorostegui et José Doreste         | Alexander Hagen et Vincent Hoesch       | Giorgio Gorla et Alfio Peraboni             |
| 1983                                                              | Kiel                 | Alexander Hagen et Vincent Hösch           | Joachim Griese et Michael Marcour       | Peter Wright et Todd Cozzens                |
| 1984                                                              | Palamós              | Guram Biganishvilli et Aleksandr Zybin     | Peter Wrede et Matthias Borowy          | Albino Fravezzi et Oscar Dalvit             |
| 1985                                                              | Copenhague           | Giorgio Gorla et Alfio Peraboni            | Alexander Hagen et Matthias Borowy      | Albino Fravezzi et Oscar Dalvot             |
| 1986                                                              | Medemblik            | Steven Bakker et Kobus Vandenberg          | Giorgio Gorla et Alfio Peraboni         | Hubert Raudaschl et Franz Kloiber           |
| 1987                                                              | Lac de Thoune        | Vicente Brun et Hugo Schreiner             | Mark Reynolds et Hal Haenel             | Hubert Raudaschl et Stefan Buxkandl         |
| 1988                                                              | Gênes                | Ed Adams et Rich Hennig                    | Larry Whipple et William Beebe          | Bear Hovey et Neil Foley                    |
| 1989                                                              | Lübeck               | Torben Grael et Marcelo Ferreira           | Anders Geert Jensen et Mogens Jost      | Victor Soloviev et Aleksandr Zubin          |
| 1990                                                              | Laredo               | Michael Nissen et Gerrit Bartel            | Mats Johansson et Stefan Hemlin         | Hans Vogt, Jr. et Michael Hartmann          |
| 1991                                                              | Balatonfüred         | Torben Grael et Marcelo Ferreira           | Alexander Hagen et Kai Falkenthal       | Mats Johansson et Stefan Hemlin             |
| 1992                                                              | Hyères               | Benny Andersen et Mogens Just              | Roberto Benamati et Mario Salani        | Marc Mansfield et Tom McWilliam             |
| 1993                                                              | Aarhus               | Benny Andersen et Mogens Just              | José Doreste et Javier Hermida          | Joachim Hellmich et Dirk Schwärtzel         |
| 1994                                                              | Porto Rotondo        | Michael Hestbæk et Martin Heijsberg        | Alexander Hagen et Kai Falkenthal       | Mark Reynolds et Hal Haenel                 |
| 1995                                                              | Cascais              | Ross MacDonald et Eric Jespersen           | Enrico Chieffi et Roberto Sinibaldi     | Michael Hestbæk et Martin Hejsberg          |
| 1996                                                              | Medemblik            | Christian Rasmussen et Kaspar Harsberg     | Silvio Santoni et Sergio Lambertenghi   | Halvor Schoyen et Asmun Tharaldsen          |
| 1997                                                              | Varberg              | Mark Reynolds et Magnus Liljedahl          | Frank Butzmann et Jens Peters           | Alexander Hagen et Haymo Jepsen             |
| 1998                                                              | Kiel                 | Mark Reynolds et Magnus Liljedahl          | John MacCausland et Phil Trinter        | Torben Grael et Rodrigo Meireles            |
| 1999                                                              | Helsinki             | Colin Beashel et David Giles               | Frank Butzmann et Jens Peters           | Mark Reynolds et Magnus Liljedahl           |
| 2000                                                              | Balatonföldvár       | Vincent Hoesch et Florian Fendt            | Hubert Raudaschl et Herwig Haunschmied  | Huber Merkelbach et Oliver Vitzthum         |
| 2001                                                              | Aarhus               | Fredrik Lööf et Magnus Liljedahl           | Christian Rasmussen et Peter Oersted    | Riccardo Simoneschi et Ferdinando Colaninno |
| 2002                                                              | Gênes                | Fredrik Lööf et Anders Ekström             | Mark Reynolds et Austin Sperry          | Niklas Holm et Martin Leifelt               |
| 2003                                                              | Cascais              | Torben Grael et Marcelo Ferreira           | Mark Neeleman et Pieter van Niekerk     | Colin Beashel et David Giles                |
| 2004                                                              | L'Escala             | Fredrik Lööf et Anders Ekström             | Xavier Rohart et Pascal Rambeau         | Mark Neeleman et Pieter van Niekerk         |
| 2005                                                              | Varberg              | Iain Percy et Steve Mitchell               | Fredrik Lööf et Anders Ekström          | Xavier Rohart et Pascal Rambeau             |
| 2006                                                              | Neustadt in Holstein | Mark Mendelblatt et Mark Strube            | Robert Scheidt et Bruno Prada           | Andrew Horton et Brad Nichol                |
| 2007                                                              | Malcesine            | Flavio Marazzi et Enrico De Maria          | Fredrik Lööf et Anders Ekström          | Iain Percy et Andrew Simpson                |
| 2008                                                              | Balatonföldvár       | Robert Stanjek et Markus Koy               | Matthias Miller et Manuel Voigt         | Eivind Melleby et Petter Mørland Pedersen   |
| 2009                                                              | Kiel                 | Robert Scheidt et Bruno Prada              | Iain Percy et Andrew Simpson            | Fredrik Lööf et Johan Tillander             |
| 2010                                                              | Viareggio            | Johannes Polgar et Markus Koy              | Andrew Campbell et Brad Nichol          | Richard Clarke et Tyler Bjorn               |
| 2011                                                              | Dún Laoghaire        | Diego Negri et Enrico Voltolini            | Mateusz Kusznierewicz et Dominik Życki  | Richard Clarke et Tyler Bjorn               |
| 2012                                                              | San Remo             | Mateusz Kusznierewicz et Dominik Życki     | Fredrik Lööf et Johan Tillander         | Eivind Melleby et Petter Mørland Pedersen   |
| 2013                                                              | Båstad               | Diego Negri et Frithjof Kleen              | Mats Johansson et Stefan Hemlin         | Tom Löfstedt et Anders Ekström              |
| 2014                                                              | Balatonföldvár       | Hubert Merkelbach et Markus Koy            | Tom Löfstedt et Jesper Sundman          | Marton Gereben et Peter Gereben             |
| 2015                                                              | Gaète                | Xavier Rohart et Sebastien Guidoux         | Augie Díaz et Bruno Prada               | Torben Grael et Guilherme De Almeida        |
| 2016                                                              | Warnemünde           | Eivind Melleby et Frithjof Kleen           | Augie Díaz et Bruno Prada               | Hubert Merkelbach et Markus Koy             |
| 2017                                                              | Sanremo              | Torben Grael et Arthur Lopes               | Diego Negri et Sergio Lambertenghi      | Augie Díaz et Bruno Prada                   |
| 2018                                                              | Flensbourg           | Augie Díaz et Bruno Prada                  | Lars Grael et Samuel Gonçalves          | Peter O'Leary et Robert O'Leary             |
| 2019                                                              | Riva del Garda       | Mateusz Kusznierewicz et Frederico Melo    | Robert Scheidt et Henry Boening         | Diego Negri et Frithjof Kleen               |
| 2020                                                              | Riva del Garda       | Piet Eckert et Frederico Melo              | Diego Negri et Sergio Lambertenghi      | Johann Spitzauer et Christian Nehammer      |
| 2021                                                              | Split                | Enrico Chieffi et Ferdinando Colaninno     | Hubert Merkelbach et Kilian Weise       | Augie Díaz et Christian Nehammer            |

## Tableau des médailles
Mis à jour après l'édition 2021.
| Rang  | Nation           | Or | Argent | Bronze | Total |
| ----- | ---------------- | -- | ------ | ------ | ----- |
| 1     | Italie           | 20 | 8      | 9      | 37    |
| 2     | Allemagne        | 12 | 16     | 9      | 37    |
| 3     | États-Unis       | 11 | 7      | 10     | 28    |
| 4     | Suède            | 8  | 12     | 6      | 26    |
| 5     | Brésil           | 5  | 4      | 2      | 11    |
| 6     | France           | 4  | 3      | 2      | 9     |
| 7     | Danemark         | 4  | 2      | 2      | 8     |
| 8     | Portugal         | 3  | 2      | 4      | 9     |
| 8     | Union soviétique | 3  | 2      | 4      | 9     |
| 10    | Suisse           | 3  | 1      | 1      | 5     |
| 11    | Espagne          | 2  | 1      | 0      | 3     |
| 11    | Pologne          | 2  | 1      | 0      | 3     |
| 13    | Autriche         | 1  | 2      | 3      | 6     |
| 14    | Pays-Bas         | 1  | 1      | 1      | 3     |
| 14    | Royaume-Uni      | 1  | 1      | 1      | 3     |
| 16    | Canada           | 1  | 0      | 2      | 3     |
| 17    | Australie        | 1  | 0      | 1      | 2     |
| 18    | Bahamas          | 0  | 1      | 0      | 1     |
| 19    | Norvège          | 0  | 0      | 4      | 4     |
| 20    | Irlande          | 0  | 0      | 2      | 2     |
| 21    | Hongrie          | 0  | 0      | 1      | 1     |
| Total | Total            | 82 | 64     | 64     | 210   |